# Hisukattus transversalis
Hisukattus transversalis är en spindelart som beskrevs av Galiano 1987. Hisukattus transversalis ingår i släktet Hisukattus och familjen hoppspindlar. Inga underarter finns listade i Catalogue of Life.